# Pfarrkirche Bregenz-St. Kolumban

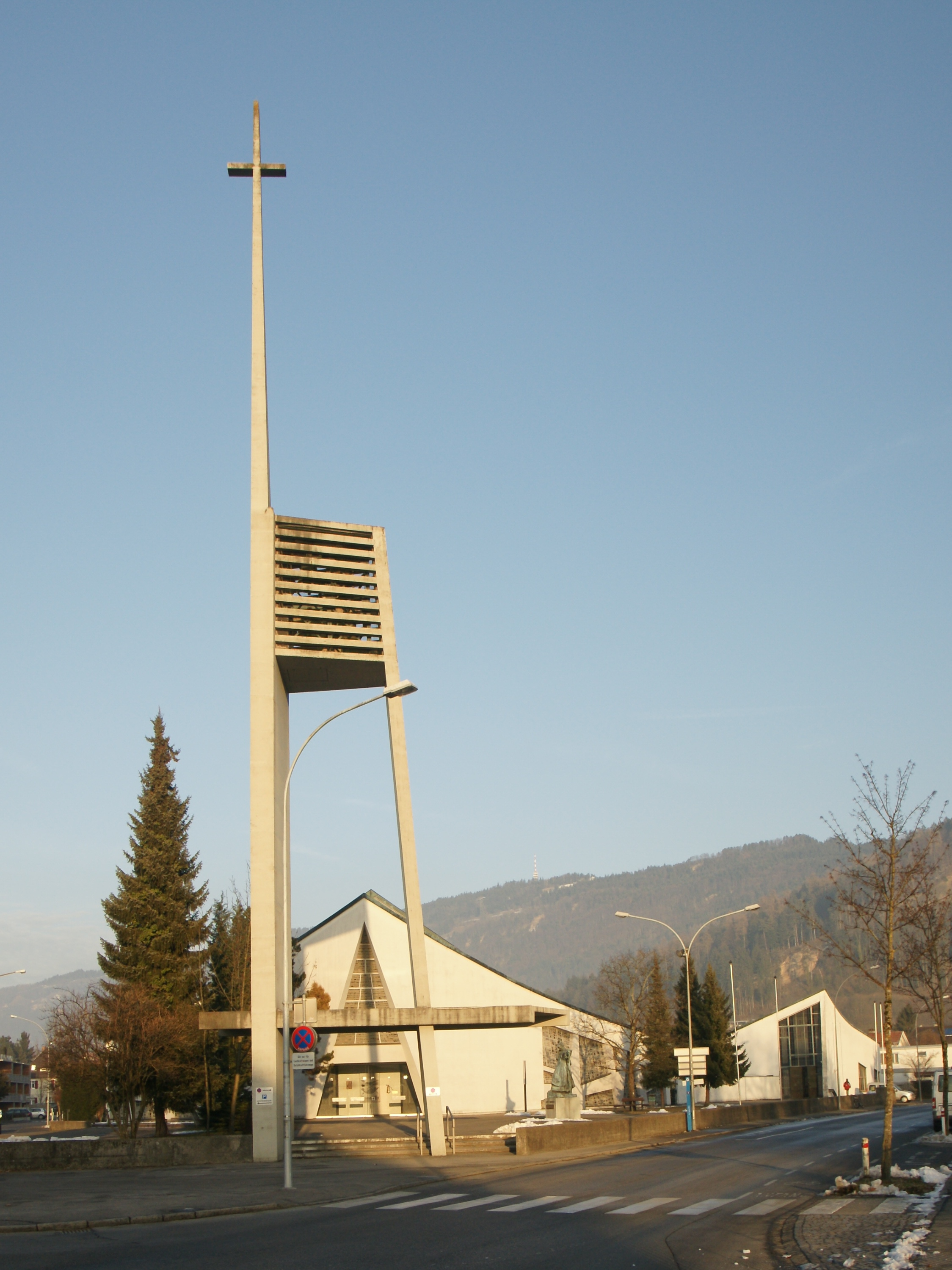
Kath. Pfarrkirche hl. Kolumban in Bregenz-Weidach

Die römisch-katholische Pfarrkirche Bregenz-St. Kolumban steht im Ortsteil Weidach im Bregenzer Stadtteil Rieden im Bezirk Bregenz in Vorarlberg. Sie ist dem heiligen Kolumban geweiht und gehört zum Dekanat Bregenz in der Diözese Feldkirch. Das Bauwerk steht unter Denkmalschutz.

## Lagebeschreibung
Die Pfarrkirche steht an der Weidachstraße 1 in Weidach, einem Viertel des Bregenzer Stadtteils Rieden. Die Kirche steht im Südwesten der Stadt am Fuße des Gebhardsberges.

## Geschichte
Die Kirche, der Pfarrsaal, die Priesterwohnung und der Pfarrkindergarten wurden in den Jahren 1962 bis 1966 nach Plänen von Hans Burtscher errichtet.

## Kirchenbau
Kirchenäußeres
Der Kirchenbau weist einen rhomboiden Grundriss auf. Über dem Portal und dem Altarraum ist das Dach hochgezogen. Am Eingang zum Vorplatz steht ein freistehender Kirchturm aus Sichtbeton. Im Südwesten schließt eine Aufbahrungshalle und gegen Osten das Pfarrzentrum an. Die Außenwände der Kirche sind durch Betonstreben gegliedert. Über der Portalvorhalle ist eine spitzwinkelige Nische.
Kircheninneres
Im Inneren ist die Kirche ein Saalraum mit grabendachförmiger Decke mit starker Hetzerbindergliederung. Der Kirchenraum ist Richtung Altarraum leicht abfallend. In den Seitenwänden, der Altarwand und der Emporenwand sind Betonglasfenster nach einem Entwurf von Walter Haegele eingelassen. Sie wurden von Wilhelm Derix ausgeführt. An der Westseite ist eine Empore.

## Ausstattung
Die Portaltüren an der Westwand wurden nach einem Entwurf von Emil Gehrer gefertigt: Die Ausführung erfolgte durch die Kunstschlosserei Rhomberg-Sieber. Am Tabernakel, der auf einer Tabernakeltragsäule steht, sind 42 Emailszenen aus dem Leben Jesu – von der Verkündigung bis zum Pfingstfest – dargestellt. Über dem Altarraum ist ein Kruzifix aus Bronze. Diese beiden Arbeiten wurden – neben dem Taufbecken, den Leuchtern, dem Vortragekreuz und dem Kreuzweg – von Egino Weinert entworfen und ausgeführt. Die Apostelkreuze und das Weihwasserbecken stammen von der Firma Ars et Aurum in Wil SG.
Im Süden des Kirchenraumes ist eine kleine Marienkapelle eingerichtet. In einer Nische steht die Figur der heiligen Maria mit Kind aus der Zeit um 1430. Diese Figur stammt ursprünglich aus Röns.

## Orgel
Die elektronische Orgel stammt von der Firma Ahlborn.